# Xã Clay, Quận St. Joseph, Indiana
Xã Clay (tiếng Anh: Clay Township) là một xã thuộc quận St. Joseph, tiểu bang Indiana, Hoa Kỳ. Năm 2010, dân số của xã này là 32.550 người.